# Blue Revenge
Blue Revenge è il primo album in studio di Above the tree, co-prodotto nel 2005 dalle etichette Polpo Records, Anomolo, About A Boy Records.

## Tracce
1. Intro
2. Tell You a Secret
3. Police
4. Seeds
5. It's Raining Smiling Tunas, Dear C.Lee
6. Brain
7. Millhouse
8. I Was Ii a Coma, Then I Woke Up and I Asked for a Milkshake
9. Heartbeat
10. Indie Labels
11. Butterflies and Bats
12. Three Musicians Getting Unknown
13. God Speed You My Nurse